# Кьямпо
Кьямпо (итал. Chiampo) — коммуна в Италии, располагается в провинции Виченца области Венеция.
Население составляет 12 578 человек (на 2004 г.), плотность населения составляет 552 чел./км². Занимает площадь 22 км². Почтовый индекс — 36072. Телефонный код — 0444.
Покровителем населённого пункта считается святитель Мартин Турский. Праздник ежегодно празднуется 11 ноября.